# Antipus
Antipus is een geslacht van kevers uit de familie bladkevers (Chrysomelidae).
De wetenschappelijke naam van het geslacht werd in 1778 gepubliceerd door Charles De Geer.

## Soorten
- Antipus afghana (Medvedev, 1978)
- Antipus endrodyyoungai (Medvedev, 1989)
- Antipus filitarsis (Lacordaire, 1848)
- Antipus hebraica (Lopatin, 1996)
- Antipus israelita (Medvedev, 1992)
- Antipus jacobyi (Medvedev, 1989)
- Antipus robusta (Medvedev, 1993)
- Antipus tripartita (Medvedev, 1989)
- Antipus urikkana (Tomov, 1983)
- Antipus wittmeri (Medvedev, 1979)